# Zeeheldenwijk (Oud-Beijerland)
De Zeeheldenwijk is een buurt (buurt 6) in het dorp Oud-Beijerland, gemeente Hoeksche Waard, in de Nederlandse provincie Zuid-Holland. De buurt heeft een oppervlakte van 33 ha, waarvan 33 ha land. De Zeeheldenwijk wordt omringd door Centrum-Noord, Centrum-Zuid, de Zoomwijck en de Zuidwijk. De buurt kent 830 huishoudens en heeft 1985 inwoners (2013; 5935 inw/km²).
Wijk 00: De Bosschen · De Hoogerwerf · Centrum-Noord · Centrum-Zuid · Croonenburghwijk · Landelijk gebied · Oosterse Gorzenwijk (Gorzenhoek) · Poortwijk (Poortwijk I, II en III) · Spuioeverwijk · Zeeheldenwijk · Zinkweg · Zoomwijck · Zuidwijk